# Alamis deducta
Alamis deducta är en fjärilsart som beskrevs av Walker 1857. Alamis deducta ingår i släktet Alamis och familjen nattflyn. Inga underarter finns listade i Catalogue of Life.